# Michael O'Hare
Michael O'Hare, född 6 maj 1952 i Chicago, Illinois, död 28 september 2012, var en amerikansk skådespelare, mest uppmärksammad för sin roll som "Jeffrey Sinclair" i science fiction-serien Babylon 5. Han arbetade främst som skådespelare på teater med flera uppmärksammade scenroller på Broadway i New York. Han avled i sviterna av en hjärtattack, efter att ha legat i koma i flera dagar.